# École nationale supérieure d’ingénieurs Sud-Alsace
Die École nationale supérieure d’ingénieurs Sud-Alsace (ENSISA) ist eine französische Ingenieurhochschule, die 2006 gegründet wurde.
Die Schule bildet Ingenieure für Berufe in Forschung und Entwicklung, Produktion, Qualitätsmanagement und Vertrieb aus.
Die ENSISA mit Sitz in Mülhausen ist eine öffentliche Hochschuleinrichtung. Die Schule ist Mitglied der Universität des Oberelsass.